# Harpactea piligera
Harpactea piligera är en spindelart som först beskrevs av Tord Tamerlan Teodor Thorell 1875.  Harpactea piligera ingår i släktet Harpactea och familjen ringögonspindlar.
Artens utbredningsområde är Italien. Inga underarter finns listade i Catalogue of Life.